# Air Gemini
Air Gemini, també coneguda com a Air Gemini Cargo, era una aerolínia amb base a Luanda, Angola, que operava vols xàrter de passatgers i de càrrega a l'Aeroport Internacional Quatro de Fevereiro per a les indústries minaires locals, així com serveis per a missions d'ajuda humanitària. En 2011 anunciar la suspensió dels seus vols i demanà que li retiressin la llicència d'operador.

## Història
L'aerolínia va ser fundada i va començar a operar al juliol de 1999 com una aerolínia de càrrega, especialment per a les mines de diamants. Els serveis de passatgers es van afegir al febrer de 2002. A causa de les preocupacions de seguretat pel que fa a tota la indústria d'aerolínies d'Angola, Air Gemini fou inclosa a la llista negra de companyies aèries de la Unió Europea. El 2010 van entrar en dificultats financeres i va reduir llurs operacions.

## Flota
En 2011, la flota d'Air Gemini incloïa les següents aeronaus:
- 3 Boeing 727
- 3 McDonnell Douglas DC-9

## Accidents
El 5 de gener de 2001, un aparell de càrrega Boeing 727 d'Air Gemini (registrat S9-BAI) va sortir de la pista en aterrar a l'aeroport de Dundo després d'un vol de Luanda, morint un treballador de planta. L'accident es va produir a causa que l'avió havia tocat el sòl per sota del llindar de la pista, el que col·lapsà un tren d'aterratge i va lliscar.